# Josef Hlouch
Josef Hlouch (ur. 26 marca 1902 w Lipníku, zm. 10 czerwca 1972 w Czeskich Budziejowicach) – czeski ksiądz katolicki, profesor teologii, biskup czeskobudziejowicki w latach 1947–1972.

## Życiorys
Studiował w seminarium arcybiskupim w Kromieryżu, a następnie w Ołomuńcu. Wyświęcony na kapłana 5 lipca 1926. Pracował w kilku parafiach diecezji ołomunieckiej, gdzie dał się poznać, jako dobry kaznodzieja. Odbył studia z teologii na Wydziale Teologii świętych Cyryla i Metodego na Uniwersytecie Palackiego w Ołomuńcu. Habilitację uzyskał w 1934, a profesurę z teologii pastoralnej w 1945. Mianowany biskupem Czeskich Budziejowic 25 czerwca 1947. Święcenia biskupie otrzymał 15 sierpnia tego samego roku z rąk nuncjusza apostolskiego w Czechach, arcybiskupa Saverio Rittera, a ingres do katedry odbył 7 września.
Zastał diecezję w złym stanie, wynikającym zarówno z wyniszczenia ludności przez hitlerowców, jak i z dojścia do władzy komunistów. W latach 1950–1963 nielegalnie internowany przez władze komunistyczne, które uniemożliwiły mu sprawowanie urzędu biskupiego aż do 1968. Powrócił do sprawowania urzędu 9 czerwca 1968. W okresie swojego urzędowania przeprowadził remont katedry św. Mikołaja. Zmarł 10 czerwca 1972. Po jego śmierci władze komunistyczne nie pozwoliły na mianowanie nowego biskupa aż do roku 1990.
Sekretarzem biskupa Hloucha był Miloslav Vlk, późniejszy kardynał i arcybiskup praski.